# Priniáticos Pirgos
Priniáticos Pírgos ou Priniatikos Pyrgos é um sítio arqueológico  na parte oriental da ilha de Creta, Grécia, na unidade regional de Lasíti. Situa-se junto à foz do rio Istron, perto da localidade e estância turística de Caló Chorio, ás aldeias de Forti e Istro, e cerca de 11 km a sul de Ágios Nikolaos (distância por estrada). Os vestígios de povoamento mais antigos remontam ao  Neolítico Final, c. 3 500 a.C., tendo atingido os picos de ocupação durante a Idade do Bronze Primitiva e Média e helenístico, mas foi ocupado continuamente até ao século XX d.C.
O sítio situa-se na planície fértil da desembocadura do rio Istron, num pequeno promontório a na parte central da baía do golfo de Mirabelo (parte o mar Egeu) limitada a oeste pela península de Ioannimiti e a leste pela península de Nisi Pandeleimon. Na Antiguidade o promontório era um outeiro junto à costa, que se tornou um promontório de pouca altitude de calcário devido à subida do nível do mar. As funções do povoado foram variando ao longo do extenso período da sua ocupação e incluem habitação, localidade portuária, área industrial, área de culto.

## Estudos arqueológicos
Os primeiros trabalhos arqueológicos em Priniáticos Pírgos foram levados a cabo por Edith Hayward Hall, do  Museu da Universidade da Pensilvânia, a pioneira da arqueologia no oriente de Creta. Ela escavou o assentamento-refúgio de Vrocastro (2 km a leste de Pirgos), acima do vale do rio Istron e depois disso, em 1912, levou a cabo uma breve escavação no promontório costeiro de Priniáticos Pírgos, onde  acreditava que se localizava uma cidade portuária minoica. Esta escavação em pequena escala proporcionou largas quantidades de porcelana fina minoana em bom estado, dos períodos Minoano Primitivo e Minoano Recente (3 000 a.C.). No entanto, os vestígios das estruturas pré-históricas descobertos por Hall estavam muito alterados por edificações posteriores, nomeadamente pelo assentamento romano.
Edith Hall descobriu também um grande assentamento romano na área. Os vasos minoicos que ela encontrou foram publicados e atualmente encontram-se na coleção do Mediterrâneo do Museu da Universidade da Pensilvânia.
A investigação na região esteve praticamente parada até que na década de 1980 Barbara Hayden e Jennifer Moody empreenderam um levantamento paisagístico intensivo, a que se seguiu o Projeto Geoarqueológico de Istron, um levantamento de ponta realizado por Hayden em conjunto com Apostolos Sarris do FORTH de Retimno e Ioannis Bassiakos do NCSR Demokritos de Atenas. Em 2005 e 2006 foram realizadas escavações de resgate de estruturas ameaçadas pela erosão costeira, nomeadamente kilns (fornos de cerâmica), por Metaxia Tsipopoulou do 24º Eforato de Antiguidades Pré-históricas e Clássicas, com Hayden como diretora de campo. No inverno de 2006 foi decidido que as investigações futuras na área seriam prosseguidas com o apoio do Instituto Irlandês de Estudos Helenísticos em Atenas, sob a direção conjunta de Barry Molloy da University College Dublin e de Barbara Hayden. Essa nova fase de escavações decorreu durante quatro campanhas, entre 2007 e 2010 e foi seguida por três campanhas de estudo entre 2011 e 2013. Os trabalhos de investigação pós-escavações prosseguiam em 2013, estando planeadas mais campanhas de estudo, com o objetivo de publicar a totalidade dos resultados do projeto.
Foram descobertas evidências de redes comerciais, tanto com outros locais de Creta como com o exterior da ilha, que remontam ao princípio da Idade do Bronze. Em alguns períodos, o sítio foi teve atividade industrial importante, o que é demonstrado pela presença de kilns, trabalhos em ferro, produção de cerâmica e fabrico de vidro. Também é provável que tenha sido um local de culto — aparentemente existiu um santuário minoico sobre o qual foi construído uma estrutura eclesiástica bizantina um milénio depois. Além dos vestígios da Antiguidade, os vestígios do período bizantino também se revestem de grande importância.
Perto de Priniáticos Pírgos há outro sítio arqueológico importante, Vasilicí, aproximadamente contemporâneo de Pirgos. Vasilicí deu o seu nome a um tipo de olaria primitiva. Muita da cerâmica conhecida dita "de Vasilicí" foi encontrada em Priniáticos Pírgos.